# Leo Sternbach
Leo Sternbach (Abbazia, 7 maggio 1908 – Chapel Hill, 28 settembre 2005) è stato un farmacista e chimico statunitense a cui viene attribuita la prima sintesi di benzodiazepine, la principale classe di tranquillanti.

## Famiglia e origini

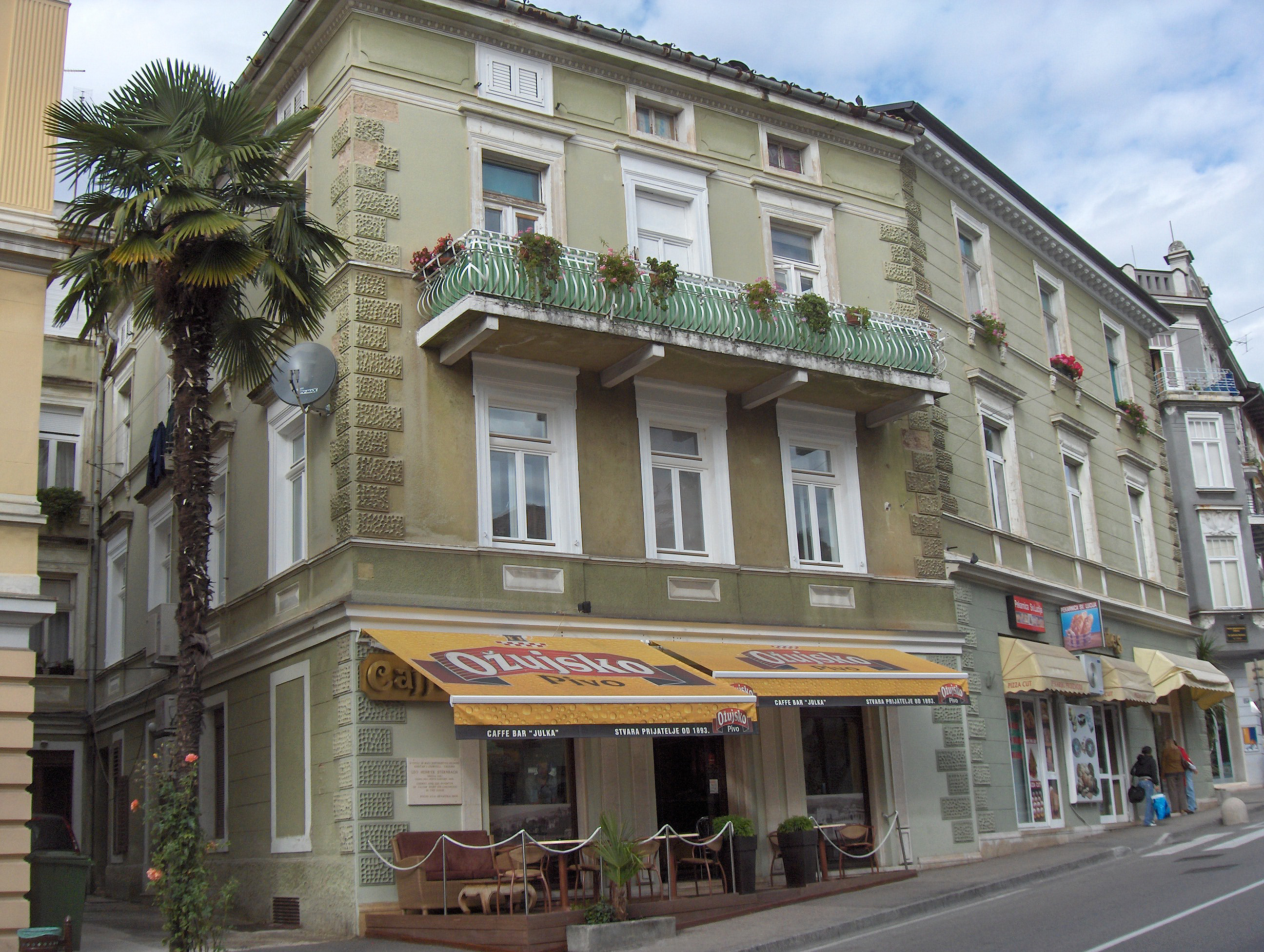
Villa Adriatica, dove Sternbach trascorse la sua infanzia ad Abbazia

Sternbach nacque il 7 maggio 1908 ad Abbazia, in Istria, da una famiglia ebrea dell'alta borghesia. Aveva un fratello minore, Giusi. Suo padre Michael Abraham Sternbach veniva dalla città polacca di Przemyśl in Galizia (allora parte dell'Austria-Ungheria), e sua madre Piroska (nata Cohn) Sternbach era di Orosháza, Ungheria. I genitori di Sternbach si sono incontrati e si sono sposati ad Abbazia, dove vivevano entrambi. La famiglia viveva in condizioni modeste, in un quadrilocale in affitto al terzo piano della "Vila Jadran" (Villa Adriatica), vicino alla farmacia di proprietà del padre di Sternbach. Sternbach frequentò una scuola privata tedesca ad Abbazia fino alla sua chiusura nel 1920 e, poiché non sapeva parlare italiano, continuò la sua scuola a Villach, Graz e Bielitz. Nel 1926, Sternbach si trasferì con la sua famiglia a Cracovia, in Polonia. Nello stesso anno, suo fratello minore morì di scarlattina, all'età di quindici anni.

## Formazione e carriera
Ha conseguito la laurea in farmacia nel 1929 e il dottorato in chimica organica nel 1931 presso l'Università Jagellonica di Cracovia. Nel 1937 ricevette una borsa di studio dalla Fondazione Feliks Wislicki. Si trasferisce a Vienna e poi a Zurigo, dove continua le sue ricerche iniziate a Cracovia. A Vienna lavora con Wolfgang Joseph Pauli (Sr.) e Sigmund Fränkel; dopo di che lavora con Leopold Ružička presso l'Istituto Federale Svizzero di Tecnologia di Zurigo. All'inizio della seconda guerra mondiale era ancora in Svizzera. A Basilea il 1º giugno 1940 iniziò la sua carriera presso la Hoffmann-La Roche, dove ha lavorato fino al 2003. Ha sposato Herta Kreuzer. Nel 1941, si trasferì negli Stati Uniti per lavorare alla Hoffmann-La Roche a Nutley, nel New Jersey, fuggendo così dai tedeschi. Sua madre, nata ungherese, sopravvisse nascosta dai polacchi.
Mentre lavorava per la Hoffmann-La Roche a Nutley, Sternbach svolse un lavoro significativo su dei nuovi farmaci. Gli viene attribuita la scoperta di clordiazepossido (Librium), diazepam (Valium), flurazepam (Dalmane), nitrazepam (Mogadon), flunitrazepam (Rohypnol), clonazepam (Klonopin) e trimethaphan (Arfonad). Librium, basato sul composto R0 6-690 scoperto da Sternbach nel 1956, fu approvato per l'uso umano nel 1960. Nel 1963 fu commercializzata la sua versione migliorata, il Valium, che divenne sorprendentemente popolare: tra il 1969 e il 1982, fu il farmaco più prescritto in America, con oltre 2,3 miliardi di dosi vendute nel suo anno di punta (1978). Con Moses Wolf Goldberg, Sternbach ha anche sviluppato il "primo metodo commercialmente applicabile" per sintetizzare la biotina.
Sternbach detenne 241 brevetti e le sue scoperte hanno contribuito a trasformare la Roche in un gigante dell'industria farmaceutica. Non divenne ricco per le sue scoperte, ma fu felice; ha trattato la chimica come una passione e disse: "Ho sempre fatto esattamente quello che volevo fare". È stato attivo nella sua carriera fino all'età di 95 anni. Sternbach è stato a lungo residente a Upper Montclair, nel New Jersey, dal 1943 al 2003. Si è poi trasferito a Chapel Hill, nella Carolina del Nord, dove è morto nel 2005.

## Riconoscimenti
Il libro di Alex Baenninger Good Chemistry. The Life and Legacy of Valium Inventor Leo Sternbach è stato pubblicato dalla McGraw-Hill Education nel 2004.
È presente nella Hall of Fame degli inventori del New Jersey; fu inserito nella National Inventors Hall of Fame nel febbraio 2005, pochi mesi prima della sua morte. Sternbach è membro della Hall of Fame della chimica farmaceutica.